# Гней Сервилий Цепион (консул 203 года до н. э.)
Гней Сервилий Цепион (лат. Gnaeus Servilius Caepio; умер в 174 году до н. э.) — римский политик и полководец, консул 203 года до н. э. Принимал участие во Второй Пунической войне на её заключительном этапе. Позже был участником посольств в Карфаген и в Грецию.

## Биография
Гней Сервилий принадлежал к патрицианскому роду Сервилиев, одному из шести родов, происходивших из Альба-Лонги. Первый носитель когномена Цепион, тоже Гней, получил консульство в 253 году до н. э. и был дедом или отцом консула 203 года. Вероятно, уже в те времена политическими союзниками Сервилиев Цепионов были плебейские семейства Цецилии Метеллы и Аврелии Котты.
Первое упоминание Гнея Сервилия в источниках относится к 213 году до н. э., когда Цепион стал членом коллегии понтификов, сменив умершего Гая Папирия Мазона. В 207 году он был курульным эдилом совместно с Сервием Корнелием Лентулом, в 205 году — городским претором.
В 203 году до н. э. Цепион получил консульство, совместное с его относительно близким родственником Гаем Сервилием Гемином. К этому времени уже произошёл перелом во Второй Пунической войне: Ганнибал оставил Италию, чтобы защищать Карфаген от римской армии вторжения, так что Гней Сервилий мог заняться уничтожением его союзников в своей провинции — Бруттии. Согласно Валерию Анциату, Ганнибал перед уходом из Италии дал Цепиону сражение, в котором погибло 5 тысяч карфагенских солдат, но уже Ливий пишет, что «это или бесстыдная выдумка, или ошибка, по небрежности не замеченная». В историографии допускается, что такое сражение действительно могло состояться, но о его исходе уверенно судить нельзя. Даже если Ганнибал и победил Гнея Сервилия, это не могло повлиять на исход войны: карфагенская армия в любом случае должна была отправляться в Африку.
Один за другим Цепиону сдались многие города Бруттия, включая Авфуг, Аргентан, Безидии, Берги и др. Видя явный перелом в войне, Сервилии, контролировавшие в 203 году оба консульских места, возглавили ту часть знати, которая была недовольна возвышением Публия Корнелия Сципиона, воевавшего в это время в Африке. Гней Сервилий решил тоже высадиться во владениях Карфагена и даже переправился с этой целью в Сицилию, но в сенате всё же верх взяли союзники Сципиона. Специально назначенный диктатор запретил Гнею Сервилию заморский поход и отозвал его в Италию.
По окончании войны Гней Сервилий остался врагом Ганнибала. В 195 году его вместе с Марком Клавдием Марцеллом и Квинтом Теренцием Куллеоном сенат направил в Карфаген, чтобы уличить Ганнибала в антиримском союзе с Антиохом III и добиться его выдачи. Это посольство не увенчалось полным успехом только из-за того, что Ганнибал бежал в Восточное Средиземноморье.
В 192 году Гней Сервилий вошёл в состав посольства, отправленного в Элладу, по словам Тита Ливия, «для поддержания в союзниках должного духа» накануне войны с Антиохом. Другими участниками этого посольства были консуляры Тит Квинкций Фламинин и Публий Виллий Таппул.
Гней Сервилий Цепион умер в 174 году во время эпидемии моровой язвы.

## Потомки
Сын Гнея Сервилия с тем же именем был консулом в 169 году до н. э.; в год смерти отца он занимал претуру.